# Marek Nikołajuk
Marek Nikołajuk – polski astronom, doktor habilitowany, profesor nadzwyczajny Uniwersytetu w Białymstoku.

## Życiorys
Ukończył studia fizyczne na Uniwersytecie Warszawskim w 1999 roku. Obronił doktorat w 2004 roku, stopień doktora habilitowanego uzyskał w 2015 roku. Obecnie pracuje jako profesor nadzwyczajny Uniwersytetu w Białymstoku. Piastuje stanowisko zastępcy przewodniczącego Komitetu Astronomii Polskiej Akademii Nauk, jest członkiem międzynarodowego konsorcjum naukowego Chrenkov Telescope Array, pełni funkcję eksperta merytorycznego dyscypliny astronomia w Polskiej Komisji Akredytacyjnej oraz sekretarza Komitetu Narodowego Międzynarodowej Unii Astronomicznej.